# Rantau Alai (Batang Masumai)
Rantau Alai is een bestuurslaag in het regentschap Merangin van de provincie Jambi, Indonesië. Rantau Alai telt 1601 inwoners (volkstelling 2010).